# ニューヨーク・ニックス
ニューヨーク・ニックス（New York Knicks、またはNew York Knickerbockers）は、アメリカ合衆国ニューヨーク州ニューヨークに本拠を置く全米プロバスケットボール協会（NBA）のチーム。イースタン・カンファレンス、アトランティック・ディビジョン所属。チーム名のknickとはニッカーボッカーズのこと。ニューヨークはオランダ人が開拓した町であることからイメージして名付けられた。 
ニックスは、ボストン・セルティックス、ゴールデンステート・ウォリアーズと共にNBAのオリジナルチームであり、なおかつ結成以来同じ都市を本拠地としている2つのチームのうちの1つである。世界的な都市であるニューヨークを本拠地にしているため、他のチームに比べても注目度は高くトップクラスの人気を誇る。またスパイク・リーなど著名人のファンも多い。1990年代は常に優勝を争っていたが、近年はフロントが迷走し、低迷している。
経済誌『フォーブス』によると、2021年のニックスの資産価値は推定50億ドルされており、全世界のスポーツチームの中ではNFLのダラス・カウボーイズ、MLBのニューヨーク・ヤンキースに次ぐ3位、NBAチームの中では1位と格付けされている。

## 歴史

### 初期
ニューヨーク・ニッカーボッカーズ、通称ニューヨーク・ニックスは、NBAの前身であるBAA（Basketball Association of America）のチームとして1946年に創設された。「ニッカーボッカーズ」とは植民地時代初期のオランダ移民が穿いていたズボンの一種で、のちにニューヨークを象徴する存在になった。19世紀には同名の「ニューヨーク・ニッカーボッカーズ」という野球チームがあった。
1949年のNBA創設を挟む時期のニックスは、中堅から強豪といった強さのチームで、1950年代初頭にはNBAファイナル（決勝）にも進んでいる。1950年代後半からは負け越しのシーズンも多くなり、1960年代前半には勝率が4割以下にまで落ち込むこともあった。

### リード時代の優勝

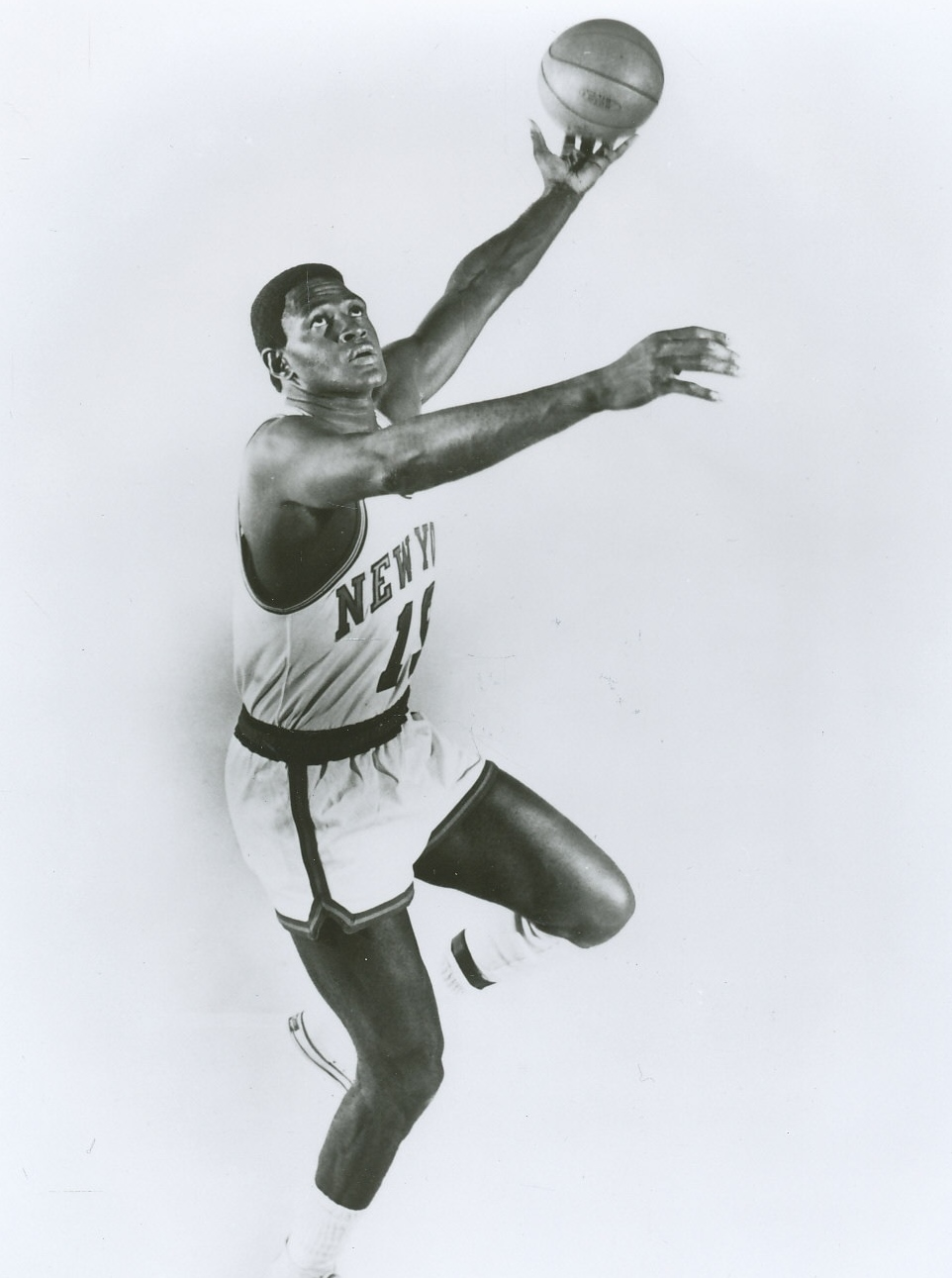
ウィリス・リード

ニックス史における最盛期の始まりとなったのは、1965年のウィリス・リードとビル・ブラッドリーの獲得だった。このシーズンにはまだチームは勝ち越せなかったが、1967年にウォルト・フレイジャーをドラフトで指名、同じ年のシーズン中にレッド・ホルツマンをヘッドコーチに迎えて以降ニックスの成績は上向き始めた。同じ67年には、のちにヘッドコーチとして9度のNBAファイナル制覇（シカゴ・ブルズで6回、ロサンゼルス・レイカーズで3回）を果たすフィル・ジャクソンも選手としてニックスに加わっている。1968年にはデイブ・ディバッシャーがトレードでニックスに参加した。
1970年にニックスはリーグ最高の60勝22敗の成績でシーズンを終え、プレイオフではNBAファイナルまで進み、4勝3敗でロサンゼルス・レイカーズを下して初のNBAファイナル制覇を果たした。このシリーズ最終の第7戦で、負傷していたウィリス・リードが怪我をおしてマディソン・スクエア・ガーデンに入場したことはニックス史上最も有名な出来事の一つである。ニックスは1972年にもNBAファイナルに進出したがレイカーズに敗退。翌シーズンにはアール・モンローも加え再びファイナルに進み、レイカーズを破り2度目の優勝を成し遂げた。

### 低迷期
その後のニックスは次第に低迷していき、勝率が5割に届かずプレイオフ進出も果たせないシーズンが増えていった。1982年にトレードで獲得したバーナード・キングは得点王にもなる活躍を見せたが、チームはリーグの底辺から中堅程度の強さだった。

### ユーイングの時代

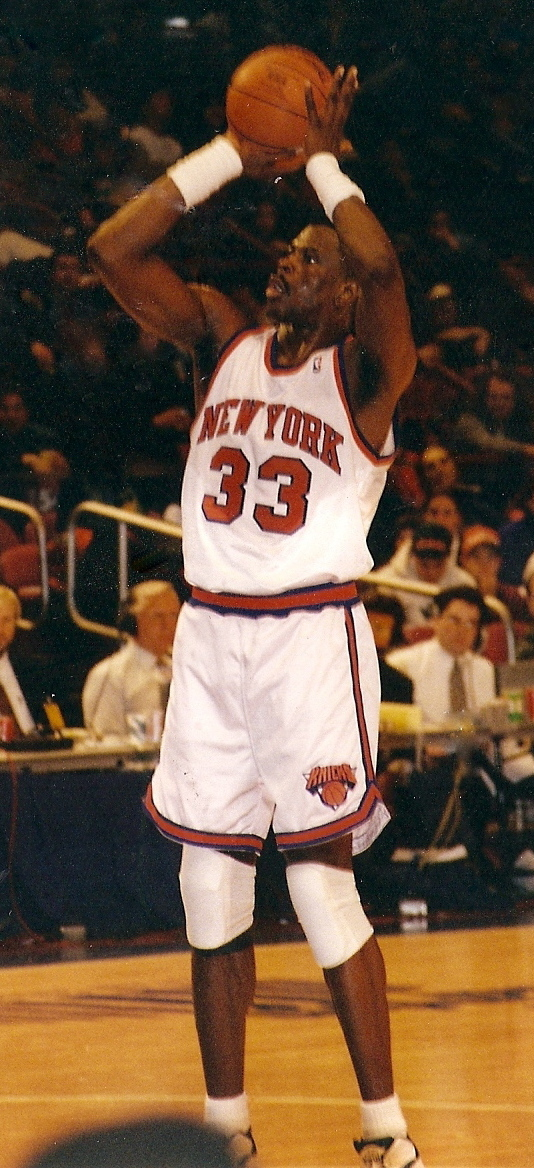
1995年のパトリック・ユーイング

1985年には24勝58敗と低迷し、この低い勝率のためにニックスは翌シーズンのドラフト1位指名権を得た。ニックスはそのドラフトでパトリック・ユーイングを指名、ユーイングはその後20世紀の終わりまでチームにとって最も重要な選手となった。
ユーイングを獲得したもののニックスの勝ち数はすぐには増えなかったが、1989年に52勝30敗でディビジョン首位の成績。しかし翌シーズンには再び勝率が下がっていった。ニックスは1980年代の終わりにかけ、マーク・ジャクソンやチャールズ・オークレー、ジョン・スタークスなど1990年代の核になる選手を獲得している。
これらの選手を擁したニックスが再び強豪になるのは、1991年にパット・ライリーヘッドコーチを迎えて以降だった。ライリーはニックスをディフェンスの強いチームに育て上げ、他チームを苦しめた。ライリー初年度は51勝、翌シーズンは60勝と勝ち星を増やし、プレイオフではシカゴ・ブルズを追い詰めた。ニックスに再び優勝のチャンスが訪れたのは続く1994年で、シーズン途中にダラス・マーベリックスからデレック・ハーパーをトレードで獲得し、タフなディフェンスにさらに磨きをかけて、プレイオフではマイケル・ジョーダンの引退したシカゴ・ブルズに対して20点差以上つけられた試合も、第4Qに逆転する試合を演じて、ひさびさにNBAファイナルまで勝ち進んだ。ファイナルではアキーム・オラジュワンに率いられたヒューストン・ロケッツと対戦、ユーイングとのセンター対決、ガードの得点能力に注目が集まった。ロケッツの先発ガードの2人、ポイントガードのケニー・スミス、シューティングガードのバーノン・マクスウェルは概ね押さえ込んだが、当時はあまり注目されていなかった控えの新人ガード、サム・キャセールに僅差でリードされていた試合の要所で3ポイントシュートを決められるなど、3勝4敗でロケッツに優勝を譲った。
1990年代のニックスにとって、インディアナ・ペイサーズがライバルチームの1つとなった。プレイオフではペイサーズのレジー・ミラーの活躍がしばしばニックスを苦しめた（詳細はレジー・ミラーの項を参照のこと）。
ライリーは1995年を最後にマイアミ・ヒートに去り、後任にはジェフ・ヴァン・ガンディーが就いた。ヒートもライリーがニックスを退団後、ヒートのコーチになった頃からのライバルで、1997年のプレイオフではヴァン・ガンディーを巻き込んだ乱闘が起きたこともあった。この時、乱闘に直接加わらなかったもののベンチにいて立ち上がった選手も出場停止処分を受けた。
ヴァン・ガンディーに率いられたニックスは、ロックアウトで短縮された1999年のシーズンを27勝23敗とイースタン・カンファレンス8位の成績で終え、辛うじてプレイオフ進出を果たした。しかしその後はプレイオフ1回戦で宿敵ヒートを破るなど、快進撃を続け第8シードからNBAファイナルまで進んだNBA史上初のチームになった。この年のNBAファイナルでは、サンアントニオ・スパーズに1勝4敗で敗れて優勝を果たせなかった。翌1999-2000シーズンが終わると、ユーイングはシアトル・スーパーソニックスへ放出された。

### アイザイア・トーマス体制
ユーイング退団後不振に喘ぐニックスは、2003年にかつてデトロイト・ピストンズで活躍したアイザイア・トーマスをジェネラルマネージャーに迎えた。トーマスはニックスの潤沢な財源を利用して選手と次々と高額契約を結びチーム改革を進めたが、彼が獲得した選手はステフォン・マーブリーやスティーブ・フランシス、アンファニー・ハーダウェイなどガードの選手に偏り、さらにエディ・カリー、ザック・ランドルフなど自分本位なプレイが批判される選手が多かった。特にマーブリーは、2005年にHCに就任した名将ラリー・ブラウンと度々衝突するなどチームがバラバラな状態に陥ったニックスはさらに低迷した。
高額契約した選手のほぼ全員が期待どおりに働かず、放出した選手が他チームで活躍するなど、ゼネラルマネージャーのアイザイアの手腕を疑問視する声も聞こえる中、2006-2007シーズンにはトーマスが自らHCに就任。しかしマーブリーはトーマスとも衝突し、チームの状況はかえって深刻に悪化した。2007年にはトーマス自身のセクハラ訴訟もあり、トーマス体制に辟易していたニックスファンは、MSGで「ファイヤー・アイザイア（アイザイアをクビにしろ)」の大合唱をする始末で、トーマスを擁護し続けてきた球団オーナーもトーマスの解任を決断せざるを得なくなった。

### トーマス体制からの脱却
2008年、元インディアナ・ペイサーズGMのドニー・ウォルシュがジェネラルマネージャーに、フェニックス・サンズで辣腕を振るったマイク・ダントーニがHCにトーマスの後任としてそれぞれ就任した。彼らの就任後、2009-10シーズン後にFAとなるレブロン・ジェームズやアマーレ・スタウダマイアーといった大型選手獲得に向けたサラリーキャップ対策を実施。その間のチーム成績は振るわなかったものの、トーマス体制で獲得し活躍できなかった選手を次々とトレード等で放出して、サラリーキャップを大きく空けることに成功した。そして、2009-10シーズンオフ、1番獲得したかったジェームズを獲得する事ができなかったものの、スタウダマイアーを獲得する事に成功した。2011年2月22日の大型トレードでデンバー・ナゲッツよりカーメロ・アンソニー､チャウンシー・ビラップスらを獲得しチーム強化を進めている。

### マイク・ダントーニ体制からマイク・ウッドソン体制
2011-2012シーズンの途中でマイク・ダントーニが解任され、当時アシスタント・コーチであったマイク・ウッドソンが暫定ヘッドコーチに就任した。その後ウッドソンは正式なヘッドコーチに就任し、オフシーズンにジェイソン・キッド、マーカス・キャンビー、ラシード・ウォーレスらベテランを獲得し、それまでのマイク・ダントーニのオフェンス中心のスタイルから、ディフェンス中心のチームに変えた。2012-2013シーズンはスタートダッシュに成功し、ニューヨーク・ニックスを強豪に変身させた。

### フィル・ジャクソン体制(2014年以降)
- 2013年9月26日、ニックスは、GMをスティーブ・ミルズに交代することを発表、[5]、2014年3月10日、NBADリーグのホワイトプレーンズ買収を発表した[6]。 1月22日フォーブス誌は、ニックスが世界で最も資産価値(1.4億ドル)が高いバスケットボール球団であると報じた[7]。

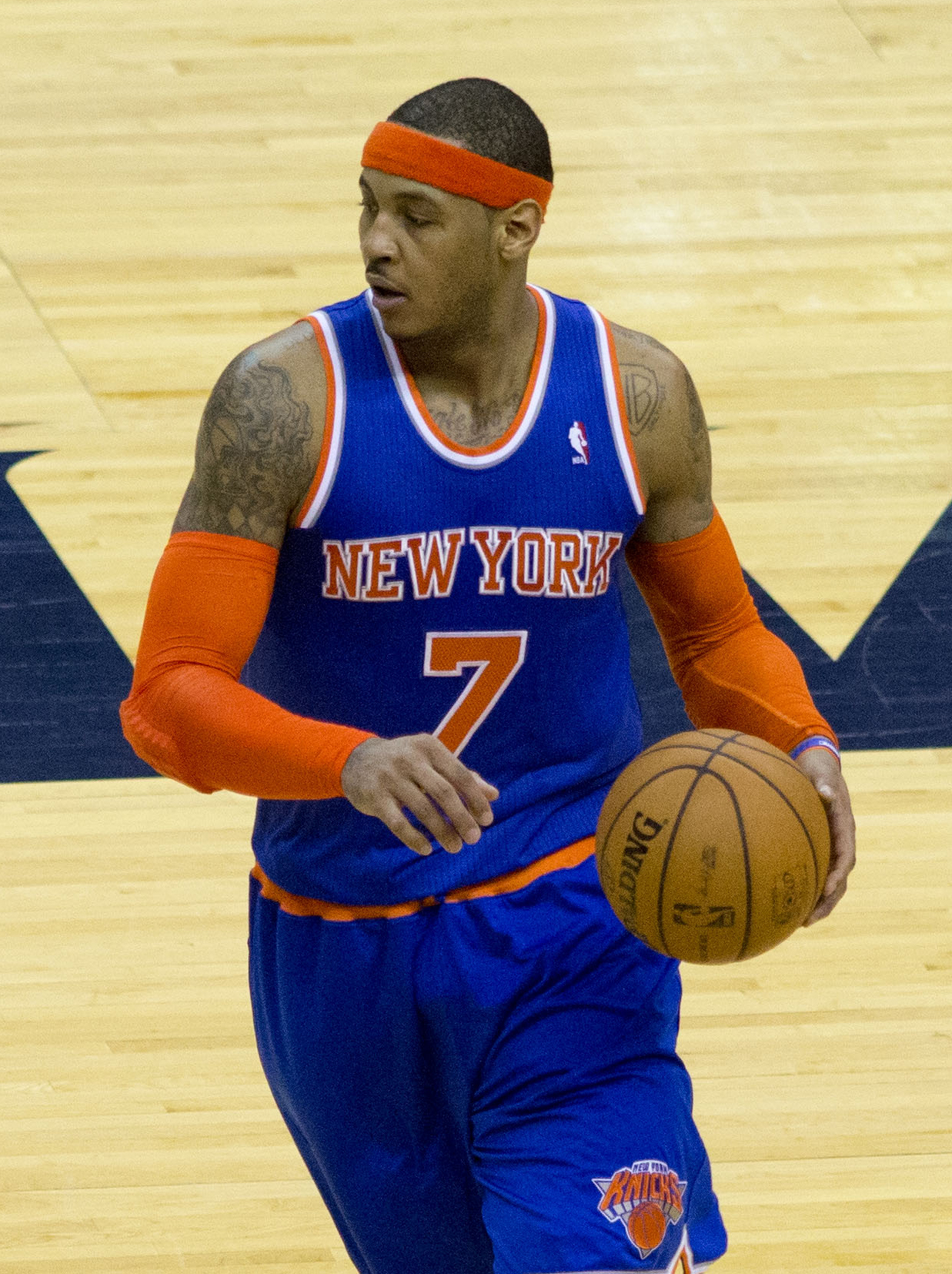
カーメロ・アンソニー

2014年1月24日にカーメロ・アンソニーがフランチャイズ記録となる62得点を含む13リバウンドを記録。
2014年3月18日、フィル・ジャクソンが球団社長に就任することを発表した。
2014年4月21日、マイク・ウッドソンをすべてのスタッフとともに解雇した。2013-14シーズンは37勝45敗、イースタンカンファレンス9位という不本意な結果に終わった。2014年6月9日、かつてフィル・ジャクソンの下で5度のチャンピオンに輝いたデレック・フィッシャーをヘッドコーチとして招き、5年総額2,500万ドルの契約を交わした。
- しかし、ニックスの迷走は止まらない。ジャクソン&フィッシャーのコンビが導入したトライアングルオフェンスが機能しない状態に陥っている。カーメロ・アンソニーが主導となって選手側がトライアングルオフェンスを放棄しているとも噂されている新生ニックスは、リーグ下位から抜け出すことが出来ず、2015年1月15日のイギリス・ロンドンのO2アリーナでのミルウォーキー・バックス戦に敗れ、チームワーストとなる16連敗を喫した。また2015年2月16日、主力の一人アマレ・スタウダマイアーをバイアウトで放出し[11]、カーメロ・アンソニーもオールスターゲーム後に左膝の手術のために残り全試合を欠場するなど、泥沼状態から立ち直ることが出来ず、17勝65敗というチームワーストの成績でシーズンを終えた。

- 2014-15シーズンを散々な成績で終え、2015年のNBAドラフトで4位指名権を得たニックスは、ラトビア出身のビッグマンクリスタプス・ポルジンギスを指名。更にロビン・ロペスやアーロン・アフラロと契約するなど、再建に精力的に動くも、カーメロ・アンソニーはポルジンギスを指名したことについては納得せず、不穏な空気が漂った中で2015-2016シーズンがスタート。ところがポルジンギスは周囲の期待以上の活躍を見せるなど、勝率5割前後の闘いを見せるなど健闘していたが、2016年1月に入り連敗が続き、2月8日にデレック・フィッシャーヘッドコーチは解任。後任のカート・ランビスもチームを立て直すことが出来ず、3月に3年連続プレーオフ不出場が決定し、32勝50敗に終わった。

- ヘッドコーチにジェフ・ホーナセックを招聘、更にデリック・ローズ、ジョアキム・ノア、ブランドン・ジェニングスなどを獲得し、巻き返しを図ったニックスだったが、あくまでトライアングルオフェンスを推進しようとするフィル・ジャクソンと、それを否定しようとする現場サイドとの意見の対立が浮き彫りとなる。2016-2017シーズンはシーズン半ばまでは5割前後で踏み止まっていたものの、2017年に入り連敗がかさみ、ノアは膝の負傷に出場停止。ジェニングスは解雇。ローズも不発に終わり、補強面も失敗。カーメロ・アンソニーに放出論が巻き起こるなどゴタゴタ続きでは成績も奮わず31勝51敗で4年連続でプレーオフ不出場で終了。またジェニングスやクリスタプス・ポルジンギスらがフロント陣を非難するなど、散々なシーズンとなった。

### カーメロからポルジンギスへ
- 2017年9月25日、2011年からチームのエースを務めてきたカーメロをオクラホマシティ・サンダーにトレード[12]、ポルジンギスの一頭体制に移ることになった。2018年1月23日にはポルジンギスがキャリア初のオールスター選ばれたが[13]、2月6日のミルウォーキー・バックス戦で左膝前十字靭帯断裂の大怪我を負い長期離脱が決定した[14]。結局、昨季から2つ勝ち星を落とし29勝53敗でシーズン終了、5季連続でプレーオフ進出を逃した[15]。2018年4月12日、ホーナセックをヘッドコーチの職から解任した[16]。

- 2019年のTDL前にはチームの批判を繰り返していたポルジンギスと契約金額の高いティム・ハーダウェイ・ジュニアとコートニー・リーをトレードにだし、ディアンドレ・ジョーダン、ウェスリー・マシューズ、デニス・スミス・ジュニア+指名権を獲得した。

### 続く迷走

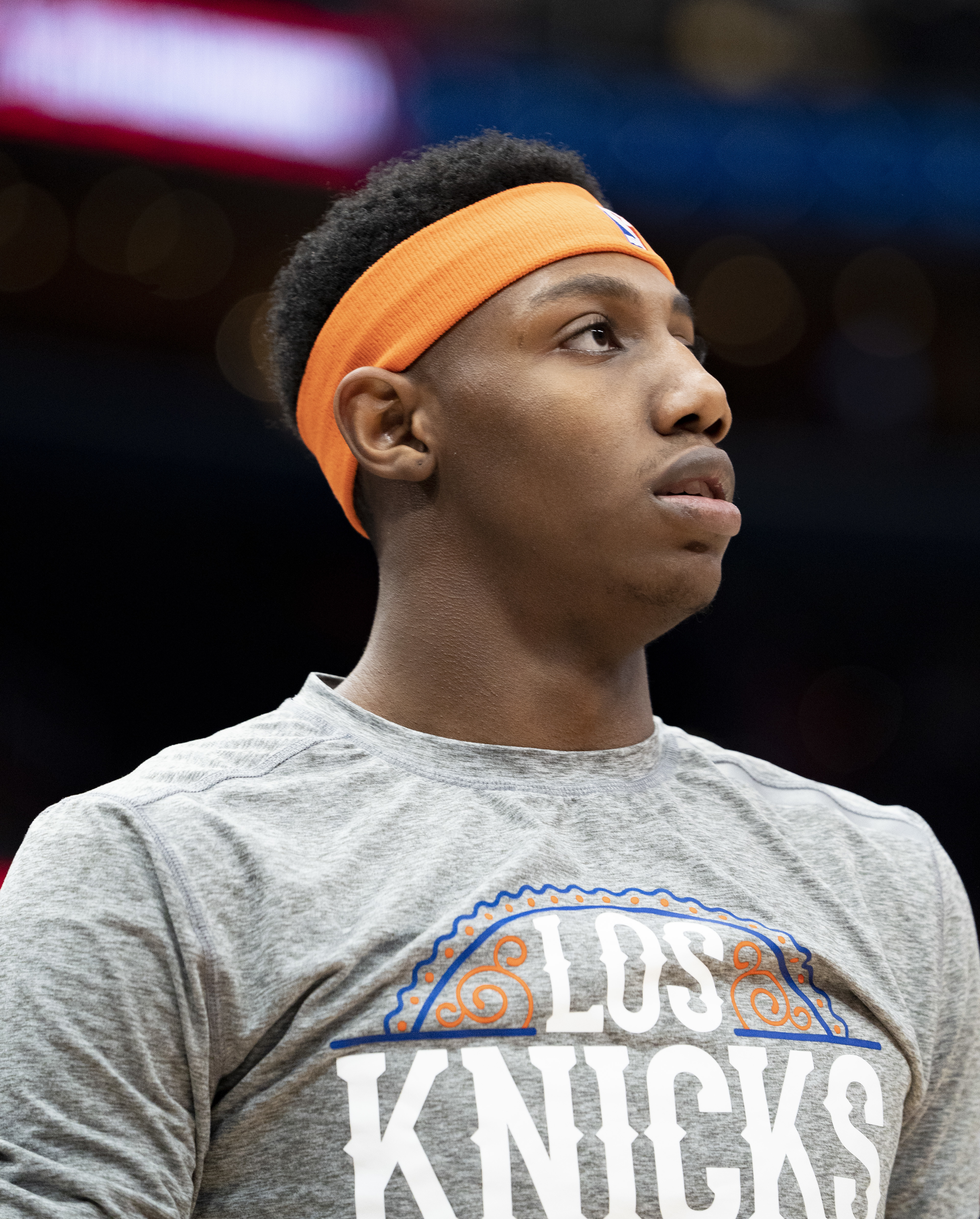
RJ・バレット

- 2018-2019シーズンオフ、ドラフト全体3位でデューク大学のRJ・バレットを指名。さらにFAとなったケビン・デュラントとカイリー・アービングの獲得を狙いキャップスペースを大幅に空け、2人の獲得は濃厚と見られていたが、蓋を開けてみれば2人は同都市のライバルであるブルックリン・ネッツへ移籍。補強に失敗した2019-2020シーズンはまたしても開幕から低迷。バレットは1年目から一定の成績を残したが、フランク・ニリキナ、ケビン・ノックス、デニス・スミス・ジュニアら期待の若手が揃って伸び悩み、苦しい戦いとなった。フロントはチームの低迷を受けて2019年12月6日にヘッドコーチのデビッド・フィズデイルを解任し[17]、2020年2月4日には球団社長のスティーブ・ミルズを解任[18]。新球団社長には元敏腕代理人のレオン・ローズ（英語版）が就任した。このシーズンは最終的に21勝45敗で、カンファレンス12位に終わった。

### 低迷脱却へ
- 2020-2021シーズンはディフェンシブチームの構築に定評のあるトム・シボドーが新ヘッドコーチに就任[19]。これによりチームのディフェンスは飛躍的に向上した。さらに在籍2年目のジュリアス・ランドルがオールスターに選出されるなどエースに成長。2年目のバレットや新人のイマニュエル・クイックリーらの活躍もあり、開幕からプレーオフ争いを演じる。シーズン途中にはかつてシボドーのもとでプレーしたローズを再びトレードで獲得した。その後もランドルを中心にチームは奮闘。シーズン終盤には9連勝を記録するなど快進撃を見せ、8年ぶりとなるプレーオフ進出を決めた。そして、オフシーズンにケンバ・ウォーカー、エバン・フォーニエを獲得した。
- 2022年1月13日、ニックスは2018年NBAドラフト全体8位指名のケビン・ノックスとプロテクトされた将来の1巡目指名権を、2019年NBAドラフト全体10位指名のキャム・レディッシュ、ソロモン・ヒル、2025年のドラフト2巡目指名権と現金と引き換えにアトランタ・ホークスにトレードした。2021-2022シーズンは、エースのランドルの不調もありイースタンカンファレンス11位で終了した。その一方で、3年目のバレットがシーズン平均20.0得点、5.8リバウンド、3.0アシストを記録し、今後に期待がもてるシーズンであった。

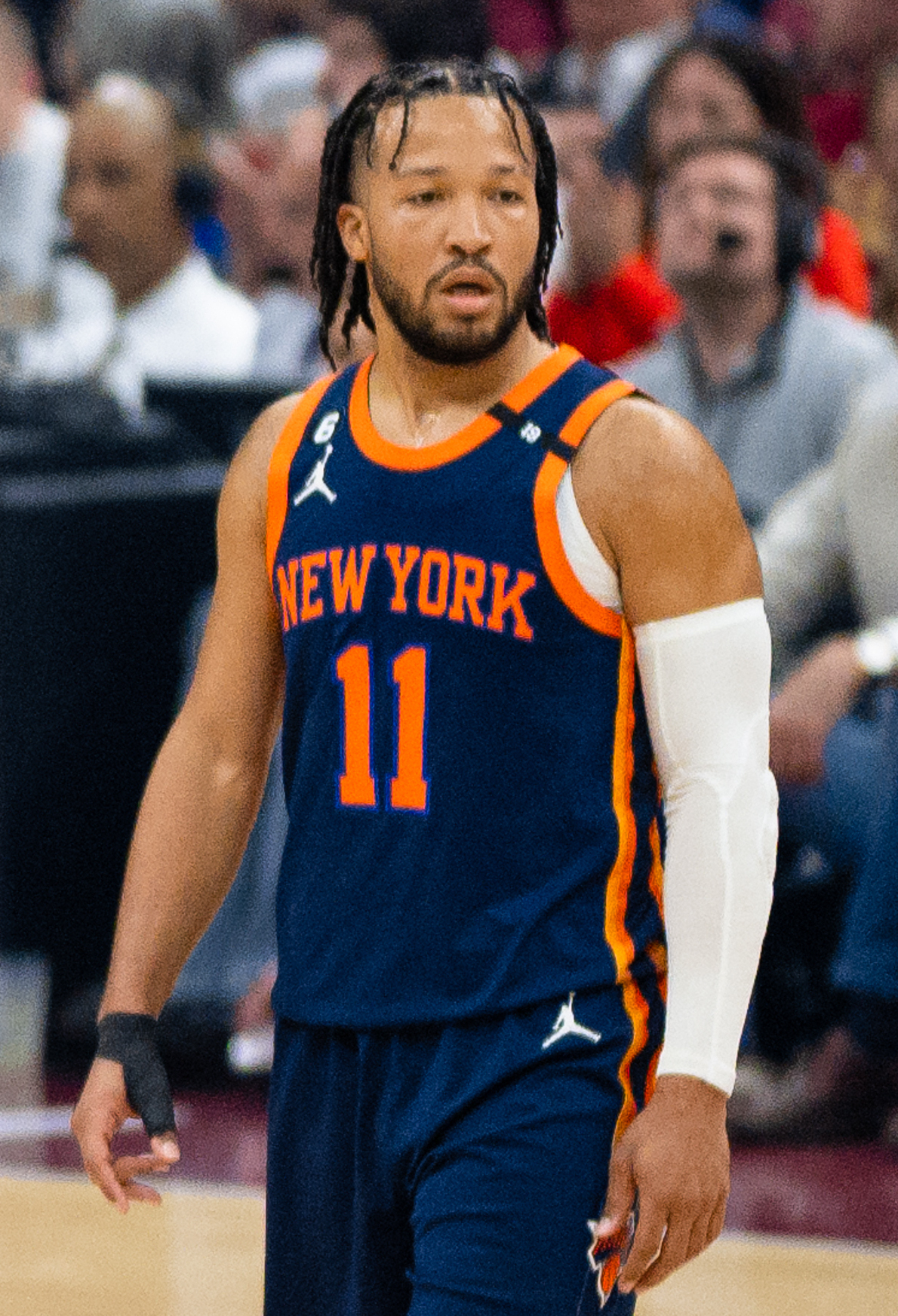
ジェイレン・ブランソン

- 2022年は、ジェイレン・ブランソンと、ポートランド・トレイルブレイザーズとのトレードでジョシュ・ハートを獲得。2022-23シーズンはランドルがオールスターに選ばれ、新たに加入したブランソンも活躍し、シーズンを47勝35敗、イースタンカンファレンス5位で終了した。プレイオフでは1回戦では、ニックスがクリーブランド・キャバリアーズを4勝1敗で下し2013年以来のプレーオフシリーズ勝利を飾った。その後、第2ラウンドでマイアミ・ヒートに4-2で敗れた。
- 2023-24シーズンは、ブランソンがエースとしてオールスター、オールNBAセカンドチームに選ばれるほどの活躍をし、50勝32敗のイースタンカンファレンス2位でシーズンを終えた。ランドルが離脱した状態で迎えることになったプレイオフでは、アヌノビー、ボグダノビッチ、ハート、ミッチェル・ロビンソンが負傷し、1回戦こそフィラデルフィア・セブンティシクサーズに4-2で突破したものの、セミファイナルは第7戦でエースのブランソンも負傷したことでインディアナ・ペイサーズに3-4で敗れた。

## シーズンごとの成績
Note: 勝 = 勝利数, 敗 = 敗戦数, % = 勝率 
| シーズン               | 勝    | 敗    | %    | プレーオフ                                                                  | 結果                                                                                        |
| ---------------------- | ----- | ----- | ---- | --------------------------------------------------------------------------- | ------------------------------------------------------------------------------------------- |
| ニューヨーク・ニックス |       |       |      |                                                                             |                                                                                             |
| 1946–47                | 33    | 27    | .550 | 1回戦勝利 カンファレンス決勝敗退                                            | ニックス 2, クリーブランド 1 フィラデルフィア 2, ニックス 0                                 |
| 1947–48                | 26    | 22    | .542 | 1回戦敗退                                                                   | ボルチモア 2, ニックス 1                                                                    |
| 1948–49                | 32    | 28    | .533 | 1回戦勝利 カンファレンス決勝敗退                                            | ニックス 2, ボルティモア 1 ワシントン 2, ニックス 1                                         |
| 1949–50                | 40    | 28    | .588 | 1回戦勝利 カンファレンス決勝敗退                                            | ニックス 2, ワシントン 0 シラキュース 2, ニックス 0                                         |
| 1950–51                | 36    | 30    | .545 | 1回戦勝利 カンファレンス決勝勝利 NBAファイナル敗退                          | ニックス 2, セルティックス 0 ニックス 3, シラキュース 2 ロチェスター 4, ニックス 3          |
| 1951–52                | 37    | 29    | .561 | 1回戦勝利 カンファレンス決勝勝利 NBAファイナル敗退                          | ニックス 2, セルティックス 1 ニックス 3, シラキュース 1 ミネアポリス 4, ニックス 3          |
| 1952–53                | 47    | 23    | .671 | 1回戦勝利 カンファレンス決勝勝利 NBAファイナル敗退                          | ニックス 2, ボルティモア 0 ニックス 3, セルティックス 1 ミネアポリス 4, ニックス 1          |
| 1953–54                | 44    | 28    | .611 | 総当り戦 総当り戦                                                           | シラキュース 2, ニックス 0 セルティックス 2, ニックス 0                                     |
| 1954–55                | 38    | 34    | .528 | 1回戦敗退                                                                   | セルティックス 2, ニックス 1                                                                |
| 1955–56                | 35    | 37    | .486 | 1回戦敗退                                                                   | シラキュース 1, ニックス 0                                                                  |
| 1956–57                | 36    | 36    | .500 |                                                                             |                                                                                             |
| 1957–58                | 35    | 37    | .486 |                                                                             |                                                                                             |
| 1958–59                | 40    | 32    | .556 | 1回戦敗退                                                                   | シラキュース 2, ニックス 0                                                                  |
| 1959–60                | 27    | 48    | .360 |                                                                             |                                                                                             |
| 1960–61                | 21    | 58    | .266 |                                                                             |                                                                                             |
| 1961–62                | 29    | 51    | .363 |                                                                             |                                                                                             |
| 1962–63                | 21    | 59    | .263 |                                                                             |                                                                                             |
| 1963–64                | 22    | 58    | .275 |                                                                             |                                                                                             |
| 1964–65                | 31    | 49    | .388 |                                                                             |                                                                                             |
| 1965–66                | 30    | 50    | .375 |                                                                             |                                                                                             |
| 1966–67                | 36    | 45    | .444 | 1回戦敗退                                                                   | セルティックス 3, ニックス 1                                                                |
| 1967–68                | 43    | 39    | .524 | 1回戦敗退                                                                   | シラキュース 4, ニックス 2                                                                  |
| 1968–69                | 54    | 28    | .659 | 1回戦勝利 カンファレンス決勝敗退                                            | ニックス 4, ボルチモア 0 セルティックス 4, ニックス 2                                       |
| 1969–70                | 60    | 22    | .732 | 1回戦勝利 カンファレンス決勝勝利 NBAファイナル優勝                          | ニックス 4, ボルチモア 3 ニックス 4, バックス 1 ニックス 4, レイカーズ 3                    |
| 1970–71                | 52    | 30    | .634 | 1回戦勝利 カンファレンス決勝敗退                                            | ニックス 4, ホークス 1 ボルチモア 4, ニックス 3                                             |
| 1971–72                | 48    | 34    | .585 | 1回戦勝利 カンファレンス決勝勝利 NBAファイナル敗退                          | ニックス 4, ボルチモア 2 ニックス 4, セルティックス 1 レイカーズ 4, ニックス 1              |
| 1972–73                | 57    | 25    | .695 | 1回戦勝利 カンファレンス決勝勝利 NBAファイナル優勝                          | ニックス 4, ボルチモア 1 ニックス 4, セルティックス 3 ニックス 4, レイカーズ 1              |
| 1973–74                | 49    | 33    | .598 | 1回戦勝利 カンファレンス決勝敗退                                            | ニックス 4, キャピタル 3 セルティックス 4, ニックス 1                                       |
| 1974–75                | 40    | 42    | .488 | 1回戦敗退                                                                   | ロケッツ 2, ニックス 1                                                                      |
| 1975–76                | 38    | 44    | .463 |                                                                             |                                                                                             |
| 1976–77                | 40    | 42    | .488 |                                                                             |                                                                                             |
| 1977–78                | 43    | 39    | .524 | 1回戦勝利 カンファレンス準決勝敗退                                          | ニックス 2, キャブス 0 シクサーズ 4, ニックス 0                                             |
| 1978–79                | 31    | 51    | .378 |                                                                             |                                                                                             |
| 1979–80                | 39    | 43    | .476 |                                                                             |                                                                                             |
| 1980–81                | 50    | 32    | .610 | 1回戦敗退                                                                   | ブルズ 2, ニックス 0                                                                        |
| 1981–82                | 33    | 49    | .402 |                                                                             |                                                                                             |
| 1982–83                | 44    | 38    | .537 | 1回戦勝利 カンファレンス準決勝敗退                                          | ニックス 2, ネッツ 0 シクサーズ 4, ニックス 0                                               |
| 1983–84                | 47    | 35    | .537 | 1回戦勝利 カンファレンス準決勝敗退                                          | ニックス 3, ピストンズ 2 セルティックス 4, ニックス 3                                       |
| 1984–85                | 24    | 58    | .293 |                                                                             |                                                                                             |
| 1985–86                | 23    | 59    | .280 |                                                                             |                                                                                             |
| 1986–87                | 24    | 58    | .293 |                                                                             |                                                                                             |
| 1987–88                | 38    | 44    | .463 | 1回戦敗退                                                                   | セルティックス 3, ニックス 1                                                                |
| 1988–89                | 52    | 30    | .634 | 1回戦勝利 カンファレンス準決勝敗退                                          | ニックス 3, シクサーズ 0 ブルズ 4, ニックス 2                                               |
| 1989–90                | 45    | 37    | .549 | 1回戦勝利 カンファレンス準決勝敗退                                          | ニックス 3, セルティックス 2 ピストンズ 4, ニックス 1                                       |
| 1990–91                | 39    | 43    | .476 | 1回戦敗退                                                                   | ブルズ 3, ニックス 0                                                                        |
| 1991–92                | 51    | 31    | .622 | 1回戦勝利 カンファレンス準決勝敗退                                          | ニックス 3, ピストンズ 2 ブルズ 4, ニックス 3                                               |
| 1992–93                | 60    | 22    | .732 | 1回戦勝利 カンファレンス準決勝勝利 カンファレンス決勝敗退                   | ニックス 3, ペイサーズ 1 ニックス 4, シャーロット 1 ブルズ 4, ニックス 2                    |
| 1993–94                | 57    | 25    | .695 | 1回戦勝利 カンファレンス準決勝勝利 カンファレンス決勝勝利 NBAファイナル敗退 | ニックス 3, ネッツ 1 ニックス 4, ブルズ 3 ニックス 4, ペイサーズ 3 ロケッツ 4, ニックス 3   |
| 1994–95                | 55    | 27    | .671 | 1回戦勝利 カンファレンス準決勝敗退                                          | ニックス 3, キャブス 1 ペイサーズ 4, ニックス 3                                             |
| 1995–96                | 47    | 35    | .573 | 1回戦勝利 カンファレンス準決勝敗退                                          | ニックス 3, キャブス 0 ブルズ 4, ニックス 1                                                 |
| 1996–97                | 57    | 25    | .695 | 1回戦勝利 カンファレンス準決勝敗退                                          | ニックス 3, シャーロット 0 ヒート 4, ニックス 3                                             |
| 1997–98                | 43    | 39    | .524 | 1回戦勝利 カンファレンス準決勝敗退                                          | ニックス 3, ヒート 2 ペイサーズ 4, ニックス 1                                               |
| 1998–99                | 27    | 23    | .540 | 1回戦勝利 カンファレンス準決勝勝利 カンファレンス決勝勝利 NBAファイナル敗退 | ニックス 3, ヒート 2 ニックス 4, ホークス 0 ニックス 4, ペイサーズ 2 スパーズ 4, ニックス 1 |
| 1999–2000              | 50    | 32    | .610 | 1回戦勝利 カンファレンス準決勝勝利 カンファレンス決勝敗退                   | ニックス 3, ラプターズ 0 ニックス 4, ヒート 3 ペイサーズ 4, ニックス 2                      |
| 2000–01                | 48    | 34    | .585 | 1回戦敗退                                                                   | ラプターズ 3, ニックス 2                                                                    |
| 2001–02                | 30    | 52    | .366 |                                                                             |                                                                                             |
| 2002–03                | 37    | 45    | .451 |                                                                             |                                                                                             |
| 2003–04                | 39    | 43    | .476 | 1回戦敗退                                                                   | ネッツ 4, ニックス 0                                                                        |
| 2004–05                | 33    | 49    | .402 |                                                                             |                                                                                             |
| 2005–06                | 23    | 59    | .280 |                                                                             |                                                                                             |
| 2006-07                | 33    | 49    | .402 |                                                                             |                                                                                             |
| 2007-08                | 23    | 59    | .280 |                                                                             |                                                                                             |
| 2008-09                | 32    | 50    | .390 |                                                                             |                                                                                             |
| 2009-10                | 29    | 53    | .354 |                                                                             |                                                                                             |
| 2010-11                | 42    | 40    | .512 | 1回戦敗退                                                                   | セルティックス 4, ニックス 0                                                                |
| 2011-12                | 36    | 30    | .545 | 1回戦敗退                                                                   | ヒート 4, ニックス 1                                                                        |
| 2012-13                | 54    | 28    | .659 | 1回戦勝利 カンファレンス準決勝敗退                                          | ニックス 4, セルティックス 2 ペイサーズ 4, ニックス 2                                       |
| 2013-14                | 37    | 45    | .451 |                                                                             |                                                                                             |
| 2014-15                | 17    | 65    | .207 |                                                                             |                                                                                             |
| 2015-16                | 32    | 50    | .390 |                                                                             |                                                                                             |
| 2016–17                | 31    | 51    | .378 |                                                                             |                                                                                             |
| 2017–18                | 29    | 53    | .354 |                                                                             |                                                                                             |
| 2018–19                | 17    | 65    | .207 |                                                                             |                                                                                             |
| 2019–20                | 21    | 45    | .318 |                                                                             |                                                                                             |
| 2020–21                | 41    | 31    | .569 | 1回戦敗退                                                                   | ホークス 4, ニックス 1                                                                      |
| 2021–22                | 37    | 45    | .451 |                                                                             |                                                                                             |
| 2022–23                | 47    | 35    | .573 | 1回戦勝利 カンファレンス準決勝敗退                                          | ニックス 4, キャバリアーズ 1 ヒート 4, ニックス 2                                           |
| 2023–24                | 50    | 32    | .610 | 1回戦勝利 カンファレンス準決勝敗退                                          | ニックス 4, シクサーズ 2 ペイサーズ 4, ニックス 3                                           |
| 通算勝敗               | 2,974 | 3,131 | .487 |                                                                             |                                                                                             |
| プレイオフ             | 199   | 203   | .495 | 優勝2回                                                                     |                                                                                             |

## 主な選手

### 保有するドラフト交渉権
ニックスは、NBA以外のリーグでプレーしている以下の未契約ドラフト指名選手の交渉権を保有している。ドラフトで指名された選手（海外出身の選手または大学選手で、ドラフトで指名したチームと契約していない選手）は、NBA以外のどのチームとでも契約することが認められており、この場合、そのチームは、その選手のNBA以外のチームとの契約が終了してから1年後まで、その選手のNBAでの交渉権を保持することになる。このリストには、他球団とのトレードで獲得した交渉権も含まれている。
| ドラフト年 | 巡目 | 指名順 | 選手                       | ポジション | 国籍                                       | 現所属チーム                                      | 注釈 | 参照          |
| ---------- | ---- | ------ | -------------------------- | ---------- | ------------------------------------------ | ------------------------------------------------- | --- | ------------- |
| 2023       | 2    | 31     | ジェームズ・ナジ           | C          | ナイジェリア                               | バスケット・ジローナ (スペイン)                   | デトロイト・ピストンズから獲得 (シャーロットを経由して)                                                               | [ 21 ]        |
| 2021       | 2    | 34     | ロカス・ヨクバイティス     | G          | リトアニア                                 | マッカビ・テル・アビブ (イスラエル)               | オクラホマシティ・サンダーから獲得                                                                                    | [ 22 ]        |
| 2017       | 2    | 50     | マティアス・レソート       | C          | フランス                                   | パナシナイコスBC (ギリシャ)                       | フィラデルフィア・76ersから獲得 (クリッパーズ、ミネソタを経由して)                                                    | [ 23 ]        |
| 2017       | 2    | 58     | オグニェン・ヤラマズ       | G          | セルビア                                   | サスキ・バスコニア (スペイン)                     | | [ 24 ]        |
| 2016       | 2    | 57     | 王哲林                     | C          | 中国                                       | 上海シャークス (中国)                             | メンフィス・グリズリーズから獲得 (レイカーズを経由して)                                                               | [ 25 ] [ 26 ] |
| 2015       | 2    | 39     | フアン・パブロ・ヴァウレ   | F          | アルゼンチン                               | パレンシア・バロンセスト (スペイン)               | インディアナ・ペイサーズから獲得 (ブルックリン、シャーロットを経由して)                                               | [ 27 ]        |
| 2015       | 2    | 57     | ニコラ・ラディチェビッチ   | G          | セルビア                                   | ジキ・ワルシャワ (ポーランド)                     | デンバー・ナゲッツから獲得 (デトロイトを経由して)                                                                     | [ 28 ]        |
| 2013       | 2    | 59     | ボヤン・ドゥブリェヴィッチ | F          | モンテネグロ                               | バスケット・サラゴサ2002 (スペイン)               | ポートランド・トレイルブレイザーズ (ミネソタを経由して)                                                               | [ 29 ]        |
| 2009       | 2    | 34     | セルヒオ・リュル           | G          | スペイン                                   | レアル・マドリード・バロンセスト (スペイン)       | デンバー・ナゲッツから獲得 (ヒューストンを経由して)                                                                   | [ 30 ] [ 31 ] |
| 2009       | 2    | 57     | エミール・プレルドジッチ   | G/F        | スロベニア ボスニア・ヘルツェゴビナ トルコ | オルロヴィク・ゼプツェ (ボスニア・ヘルツェゴビナ) | フェニックス・サンズから獲得 (クリーブランド、ワシントン、ダラス、インディアナ、トロント、フィラデルフィアを経由して) | [ 32 ]        |

### 年代別主要選手
太文字…殿堂入り選手 (C)…優勝時に在籍した選手 (M)…在籍時にMVPを獲得した選手 (50)…偉大な50人 (75)…偉大な75人
| 1940年代 (プレイオフ進出：3回) - カール・ブラウン (Carl Braun) ：1947-1961 - ハリー・ギャラティン (Harry Gallatin) ：1948-1957 - ディック・マグワイア (Dick McGuire) ：1949-1957 1950年代 (プレイオフ進出：8回 ファイナル進出：3回) - ナサニエル・クリフトン (Nathaniel Clifton) ：1950-1957 - レイ・フェリックス (Ray Felix) ：1951-1959 - ケニー・シアーズ (Kenny Sears) ：1955-1963 - リッチー・ゲーリン (Richie Guerin) ：1956-1963 - ウィリー・ナオルス (Willie Naulls) ：1956-1963 - ジョニー・グリーン (Johnny Green) ：1959-1965 1960年代 (プレイオフ進出：3回) - トム・ゴーラ (Tom Gola) ：1962-1966 - ウィリス・リード (Willis Reed) ：1964-1974 (C)(M)(50)(75) - ディック・ヴァン・アースデール (Dick Van Arsdale) ：1965-1968 - ディック・バーネット (Dick Barnett) ：1965-1974 (C) - ウォルト・ベラミー (Walt Bellamy) ：1965-1969 - カジー・ラッセル (Cazzie Russell) ：1966-1971 (C) - ビル・ブラッドリー (Bill Bradley) ：1967-1977 (C) - ウォルト・フレイジャー (Walt Frazier) ：1967-1977 (C)(50)(75) - フィル・ジャクソン (Phil Jackson) ：1967–1978 (C) - シカゴ・ブルズ、ロサンゼルス・レイカーズのヘッドコーチとして殿堂入り。 - デイブ・ディバッシャー (Dave DeBusschere) ：1969-1974 (C)(50)(75) 1970年代 (プレイオフ進出：7回 ファイナル進出：3回 優勝：2回) - ジェリー・ルーカス (Jerry Lucas) ：1971-1974 (C) - アール・モンロー (Earl Monroe) ：1971-1980 (C)(50)(75) - スペンサー・ヘイウッド (Spencer Haywood) ：1975-1979 - ボブ・マカドゥー (Bob McAdoo) ：1977-1979（75） - レイ・ウィリアムス (Ray Williams) ：1977-1981 - マイケル・レイ・リチャードソン (Micheal Ray Richardson) ：1978-1982 - ビル・カートライト (Bill Cartwright) ：1979-1988 1980年代 (プレイオフ進出：5回) - パット・カミングス (Pat Cummings) ：1984-1988 - パトリック・ユーイング (Patrick Ewing) ：1985-2000 (50)(75) - ジェラルド・ウィルキンス (Gerald Wilkins) ：1985-1991 - マーク・ジャクソン(Mark Jackson) ：1987-1992、2001-2002 - チャールズ・オークリー (Charles Oakley) ：1988-1998 1990年代 (プレイオフ進出：10回 ファイナル進出：2回) - ジョン・スタークス (John Starks) ：1990–1998 - アンソニー・メイソン (Anthony Mason) ：1991-1996 - ハーブ・ウィリアムズ (Herb Williams) ：1992-1999 - デレック・ハーパー (Derek Harper) ：1994-1996 - チャーリー・ウォード (Charlie Ward) ：1994-2004 - アラン・ヒューストン (Allan Houston) ：1996-2005 - ラリー・ジョンソン (Larry Johnson) ：1996-2001 - マーカス・キャンビー (Marcus Camby) ：1998-2002 , 2012-2013 - ラトレル・スプリーウェル (Latrell Sprewell) ：1999-2003 - カート・トーマス (Kurt Thomas) ：1999-2005 , 2012-2013 | 2000年代 (プレイオフ進出：3回) - グレン・ライス (Glen Rice) ：2000–2001 - アントニオ・マクダイス (Antonio McDyess) ：2002-2004 - ペニー・ハーダウェイ (Penny Hardaway) ：2004-2006 - ステフォン・マーブリー (Stephon Marbury) ：2004-2009 - ジャマール・クロフォード (Jamal Crawford) ：2004-2008 - エディ・カリー (Eddy Curry) ：2005-2011 - ネイト・ロビンソン (Nate Robinson) : 2005-2010 - デビッド・リー (David Lee) ：2005-2010 - ザック・ランドルフ (Zach Randolph) ：2007-2008 - ウィルソン・チャンドラー (Wilson Chandler) : 2007-2011 - クリス・デューホン (Chris Duhon) : 2008-2011 - ダニーロ・ガリナリ (Danilo Gallinari) : 2008-2011 - アル・ハリントン (Al Harrington) : 2008-2010 2010年代 (プレイオフ進出：3回) - トレイシー・マグレディ (Tracy McGrady) : 2010 - アマーレ・スタウダマイアー (Amar'e Stoudemire) : 2010-2015 - チャウンシー・ビラップス (Chauncey Billups) : 2011 - カーメロ・アンソニー (Carmelo Anthony) : 2011-2017 - タイソン・チャンドラー (Tyson Chandlar) : 2011-2014 - ジェレミー・リン (Jeremy Lin) : 2011-2012 - J・R・スミス (J. R. Smith) : 2012-2015 - ジェイソン・キッド (Jason Kidd) : 2012-2013（75） - パブロ・プリジオーニ (Pablo Prigioni) : 2012-2015 - レイモンド・フェルトン (Raymond Felton) : 2010-2011, 2012-2014 - アンドレア・バルニャーニ (Andrea Bargnani) : 2013-2015 - ケニオン・マーティン (Kenyon Martin) : 2013-2014 - ティム・ハーダウェイ・ジュニア (Tim Hardaway, Jr.) : 2013-2015, 2017-2019 - ホセ・カルデロン (José Calderón) : 2014-2016 - ラングストン・ギャロウェイ (Langston Galloway) : 2015-2016 - ランス・トーマス (Lance Thomas) : 2015-2019 - ロビン・ロペス (Robin Lopez) : 2015-2016 - アーロン・アフラロ (Arron Afflalo) : 2015-2016 - クリスタプス・ポルジンギス (Kristaps Porziņģis) : 2015-2019 - デリック・ローズ (Derrick Rose) : 2016-2017 , 2021-2023 - ジョアキム・ノア (Joakim Noah) : 2016-2018 - ウィリー・エルナンゴメス (Willy Hernangómez) : 2016-2018 - エネス・カンター・フリーダム (Enes Kanter Freedom) : 2017-2019 - フランク・ニリキナ (Frank Ntilikina) : 2017-2021 - ミッチェル・ロビンソン (Mitchell Robinson) : 2018- - ケビン・ノックス (Kevin Knox) : 2018-2022 - タージ・ギブソン (Taj Gibson) : 2019-2022, 2023-2024 - ジュリアス・ランドル (Julius Randle) : 2019-2024 - エルフリッド・ペイトン (Elfrid Payton) : 2019-2021 - デニス・スミス・ジュニア (Dennis Smith Jr.) : 2019-2021 - RJ・バレット (RJ Barrett) : 2019-2023 2020年代 (プレイオフ進出：1回) - オビ・トッピン (Obi Toppin) : 2020-2023 - イマニュエル・クイックリー (Immanuel Quickley) : 2020-2023 - ジェイレン・ブランソン (Jalen Brunson) : 2022- - アイザイア・ハーテンシュタイン (Isaiah Hartenstein) : 2022-2024 - ジョシュ・ハート (Josh Hart) : 2023- - ダンテ・ディヴィンチェンゾ (Donte DiVincenzo) : 2023-2024 - OG・アヌノビー (OG Anunoby) : 2023- - ミカル・ブリッジズ (Mikal Bridges) : 2024- - カール＝アンソニー・タウンズ (Karl-Anthony Towns) : 2024- |

## 栄誉

### 永久欠番
| ニューヨーク・ニックス永久欠番 | ニューヨーク・ニックス永久欠番 | ニューヨーク・ニックス永久欠番 | ニューヨーク・ニックス永久欠番 | ニューヨーク・ニックス永久欠番 |
| No.                            | 選手                           | ポジション                     | 在籍期間                       | 式典日                         |
| ------------------------------ | ------------------------------ | ------------------------------ | ------------------------------ | ------------------------------ |
| 10                             | ウォルト・フレイジャー         | G                              | 1967–1977                      | 1979年12月15日                 |
| 12                             | ディック・バーネット           | G                              | 1965–1973                      | 1990年3月10日                  |
| 15 1                           | アール・モンロー               | G                              | 1971–1980                      | 1986年3月1日                   |
| 15 1                           | ディック・マグワイア           | G                              | 1949–1957                      | 1992年3月14日                  |
| 19                             | ウィリス・リード               | C                              | 1964–1974                      | 1976年10月21日                 |
| 22                             | デイブ・ディバッシャー         | F                              | 1969–1974                      | 1981年3月24日                  |
| 24                             | ビル・ブラッドリー             | F                              | 1967–1977                      | 1984年2月18日                  |
| 33                             | パトリック・ユーイング         | C                              | 1985–2000                      | 2003年2月28日                  |
| 613 2                          | レッド・ホルツマン             | —                              | 1967–1977 1978–1982            | 1990年3月10日                  |

注釈
- 1 1つの背番号を2人で永久欠番となった[33]。
- 2 ニックスのヘッドコーチとしての勝利数を表している。
- 2022年8月11日に、NBAはビル・ラッセルの背番号「6」を全チームの永久欠番とした[34][35]。

### 殿堂入り
| ニューヨーク・ニックス殿堂入り | ニューヨーク・ニックス殿堂入り | ニューヨーク・ニックス殿堂入り | ニューヨーク・ニックス殿堂入り | ニューヨーク・ニックス殿堂入り | ニューヨーク・ニックス殿堂入り | ニューヨーク・ニックス殿堂入り | ニューヨーク・ニックス殿堂入り | ニューヨーク・ニックス殿堂入り | ニューヨーク・ニックス殿堂入り |
| 選手                           | 選手                           | 選手                           | 選手                           | 選手                           | 選手                           | 選手                           | 選手                           | 選手                           | 選手                           |
| No.                            | 名前                           | ポジション                     | 在籍期間                       | 殿堂入り年                     | No.                            | 名前                           | ポジション                     | 在籍期間                       | 殿堂入り年                     |
| ------------------------------ | ------------------------------ | ------------------------------ | ------------------------------ | ------------------------------ | ------------------------------ | ------------------------------ | ------------------------------ | ------------------------------ | ------------------------------ |
| 6                              | トム・ゴーラ                   | G/F                            | 1962–1966                      | 1976                           | 32                             | ジェリー・ルーカス 3           | C                              | 1971–1974                      | 1980                           |
| 7                              | スレーター・マーティン         | G                              | 1956                           | 1982                           | 19                             | ウィリス・リード               | C                              | 1964–1974                      | 1982                           |
| 24                             | ビル・ブラッドリー             | F/G                            | 1967–1977                      | 1982                           | 22                             | デイブ・ディバッシャー         | F                              | 1969–1974                      | 1983                           |
| 10                             | ウォルト・フレイジャー         | G                              | 1967–1977                      | 1987                           | 15 21 33                       | アール・モンロー               | G                              | 1972–1980                      | 1990                           |
| 11                             | ハリー・ギャラティン           | F/C                            | 1948–1957                      | 1991                           | 15                             | ディック・マグワイア           | G                              | 1949–1957                      | 1993                           |
| 8                              | ウォルト・ベラミー 4           | C                              | 1965–1968                      | 1993                           | 11                             | ボブ・マカドゥー               | F/C                            | 1976–1979                      | 2000                           |
| 33                             | パトリック・ユーイング 1       | C                              | 1985–2000                      | 2008                           | 9                              | リッチー・ゲーリン             | G                              | 1956–1963                      | 2013                           |
| 30                             | バーナード・キング             | F                              | 1982–1987                      | 2013                           | 8 19                           | ナサニエル・クリフトン         | F                              | 1950–1956                      | 2014                           |
| 42                             | スペンサー・ヘイウッド         | F/C                            | 1975–1979                      | 2015                           | 55                             | ディケンベ・ムトンボ           | C                              | 2003–2004                      | 2015                           |
| 3                              | トレイシー・マグレディ         | G/F                            | 2010                           | 2017                           | 1                              | モーリス・チークス             | G                              | 1990–1991                      | 2018                           |
| 5                              | ジェイソン・キッド             | G                              | 2012–2013                      | 2018                           | 4                              | カール・ブラウン               | G                              | 1947–1950 1952–1961            | 2019                           |
| 44                             | ポール・ウェストファル         | G                              | 1981–1983                      | 2019                           | 12                             | ディック・バーネット           | G                              | 1965–1973                      | 2024                           |
| 4                              | チャウンシー・ビラップス       | G                              | 2011                           | 2024                           |                                |                                |                                |                                |                                |
| コーチ                         |                                |                                |                                |                                |                                |                                |                                |                                |                                |
| 名前                           | 名前                           | 役職                           | 在籍期間                       | 殿堂入り年                     |                                | 名前                           | 役職                           | 在籍期間                       | 殿堂入り年                     |
| 613                            | レッド・ホルツマン             | ヘッドコーチ                   | 1967–1977 1978–1982            | 1986                           | レニー・ウィルケンズ 2         | レニー・ウィルケンズ 2         | ヘッドコーチ                   | 2004–2005                      | 1998                           |
| ラリー・ブラウン               | ラリー・ブラウン               | ヘッドコーチ                   | 2005–2006                      | 2002                           | パット・ライリー               | パット・ライリー               | ヘッドコーチ                   | 1991–1995                      | 2008                           |
| ドン・ネルソン                 | ドン・ネルソン                 | ヘッドコーチ                   | 1995–1996                      | 2012                           | リック・ピティーノ             | リック・ピティーノ             | ヘッドコーチ                   | 1987–1989                      | 2013                           |
| 貢献者                         |                                |                                |                                |                                |                                |                                |                                |                                |                                |
| 名前                           | 名前                           | 役職                           | 在籍期間                       | 殿堂入り年                     |                                | 名前                           | 役職                           | 在籍期間                       | 殿堂入り年                     |
| ネッド・アイリッシュ           | ネッド・アイリッシュ           | 創設者 社長                    | 1946–1974                      | 1964                           | ヒュービー・ブラウン           | ヒュービー・ブラウン           | ヘッドコーチ                   | 1982–1986                      | 2005                           |

注釈
- 1 ユーイングはバルセロナ五輪代表チームとしても殿堂入りを果たした。
- 2 ウィルケンズはバルセロナ五輪代表チームとしても殿堂入りを果たした。
- 3 ルーカスはローマ五輪代表チームとしても殿堂入りを果たした。
- 4 ベラミーはローマ五輪代表チームとしても殿堂入りを果たした。

## チーム記録
ニューヨーク・ニックスのチーム記録